# Клуге, Константин Иванович
Константин Иванович Клуге (30 мая (11 июня) 1884, Санкт-Петербург — 20/21 ноября 1960, Сан-Франциско) — штабс-капитан царской армии, полковник Белого движения, начальник штаба 4-й Оренбургской казачьей дивизии (1919), георгиевский кавалер и автор воспоминаний. В эмиграции работал на КВЖД, в английской архитектурной конторе «Дэвис и Брук» и в американской компании Гоббс и Ко. Отец французского художника Константина Клуге.

## Биография

### Ранние годы. Первая мировая
Константин Клуге родился 30 мая (11 июня) 1884 года в столице Российской империи — Санкт-Петербурге — в семье выходца из Пруссии, купца второй гильдии и совладельца фирмы «Шеффер и Фосс» Иоганна-Христиана Клуге. Мать Константина — Ольга Константиновна — происходила из семьи купцов Овчинниковых. В семье Клуге, кроме будущего георгиевского кавалера, было ещё двое детей: брат Владимир и сестра Наталья.
Константин получил общее образование в кишинёвской гимназии, а затем, в августе 1904 года, поступил вольноопределяющимся на воинскую службу в Императорскую армию — в Варшавское крепостное управление. По истечении срока службы он был отправлен в запас в звании кондуктора инженерного корпуса.
В июле 1906 года Клуге поступил в Киевское военное училище и два года спустя, Высочайшим приказом от 15 июня 1908 года, был выпущен из училища с производством в подпоручики (со старшинством с 1907 года) и назначением во 2-й Варшавский крепостной пехотный полк. В 1909 году он был переведён в 116-й пехотный Малоярославский полк, расположенный в Риге. В 1911 году получил чин поручика, но уже год спустя вынужден был уволиться в запас «по семейным обстоятельствам».

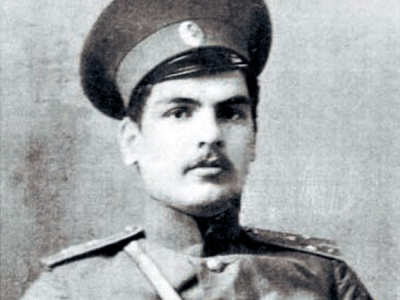
К. И. Клуге в молодости

С началом Великой войны, в августе 1914 года, Клуге был мобилизован и назначен младшим офицером в 304-й пехотный Новгород-Северский полк, входивший в 76-ю пехотную дивизию (XXVII армейский корпус Русской армии). В сентябре 1915 года он возглавлял 3-й батальон своего полка и, в ходе боевой операции по ликвидации Свенцянского прорыва германских войск, был отмечен высшей воинской наградой России — орденом Святого Георгия. В конце года Константин Иванович был тяжело ранен и эвакуирован с фронта в тыл: как георгиевский кавалер проходил лечение и реабилитацию в царскосельском Дворцовом госпитале. После выздоровления он принимал участие в работе Георгиевской думы в Петрограде. В 1916 году Клуге получил чин штабс-капитана, причём со старшинством с 1915 года. 

### Гражданская война и эмиграция
В период Февральской революции он был на службе в 38-м инженерном полку; между мартом и октябрём успел прослушать курсы третьей очереди при Николаевской академии Генерального штаба. После Октябрьской революции Клуге примкнул к Белому движению — оказался на Восточном фронте Гражданской войны. Был помощником начальника оперативного отделения управления генерал-квартирмейстера штаба Оренбургской отдельной армии, исполнял должность начальника штаба 4-й Оренбургской казачьей дивизии. В 1918 году Клуге исполнял обязанности начштаба Первой отдельной Забайкальской казачьей бригады. 17 марта 1919 года был произведен в капитаны, со старшинством с 1917, «за боевые заслуги в делах против большевиков».
Затем Константин Клуге оказался в войсках атамана Г. И. Семёнова — был причислен к Генеральному штабу. В 1920 году успел получить звание полковника Генерального штаба. После разгрома белых войск на Урале и в Сибири, Клуге работал на КВЖД и учителем в средней школе в поселке Имяньпо, около Харбина. После подписания «Соглашение об общих принципах для урегулирования вопросов между Союзом ССР и Китайской Республикой» в мае 1924 года он был уволен, так как не являлся ни гражданином СССР, ни Китая.

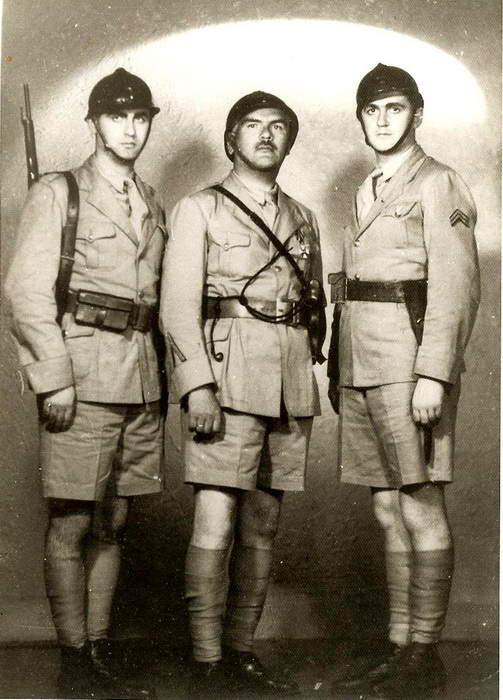
К. И. Клуге с сыновьями

В 1924 году Константин Иванович переехал с семьей в Шанхай, где поселился во французской части города («концессии»). Работал чертежником в известной английской архитектурной конторе «Дэвис и Брук», а затем — в американской компании Гоббс и Ко. После этого длительное время был служащим во французской трамвайной компании. Одновременно, вместе с сыновьями, Клуге служил в русской волонтёрской роте, охранявшей французскую часть шанхайского поселения.
В эмиграции К. И. Клуге участвовал в работе сразу нескольких общественных организаций: был членом шанхайского Офицерского собрания и главой учебного отдела Русской эмигрантской ассоциации. Пережил японскую оккупацию Шанхая. В 1949 году, вместе с гоминьдановскими войсками, эвакуировался из города — уехал на Филиппины, на остров Тубабао. Уже через год, в 1950 году, Константин Иванович перебрался в США, в Сан-Франциско. Здесь он провёл последнее десятилетие своей жизни — умер 20 ноября 1960 года и был похоронен на православном Сербском кладбище города.

## Награды
- Орден Святого Георгия 4-й степени — приказ командующего 2-й армией, утверждённый Высочайшим приказом от 3 (16) ноября 1916 года[3][4]:

за то, что, будучи в чине поручика, в бою 13-го сентября 1915 года у д. Уречье, с командуемым им батальоном, будучи под сильным артиллерийским, ружейным и пулемётным огнём противника, по собственному почину перешёл в решительную контратаку, штыками выбил его из занятых им окопов и тем восстановил прежнее положение и предотвратил неизбежность нашего отступления по всему фронту.
- Пять орденов — Святого Станислава и Святой Анны различных степеней — «с мечами»[1].

## Произведения
- Клуге К. И. Описание боев 3-го батальона 304-го Новгород-Северского полка 25 сентября 1915 года. — Мартынец, Калифорния, 1957.

## Семья
Константин Клуге был дважды женат. Первой его супругой стала Любовь Константиновна Игнатьева (ум. в июле 1922 года в Китае) — она проживала с детьми в Гатчине, где была наставницей графа Георгия Брасова (1914—1915). Второй, с лета 1923 года — Наталья Николаевна Кекуатова, княжна, дочь генерал-майора Н. А. Кекуатова (1869—1922). В семье было трое детей: Константин Клуге (фр. Constantine Kluge; 1912—2003) — французский художник, автор нескольких книг, архитектор; Михаил Константинович Клуге — составил состояние, занимаясь развитием туризма на карибском острове Антигуа; Ольга Константиновна Пронина (род. 1931) — совладелица семейного книжного бизнеса в Австралии.